# Ian Hamilton (Autor)

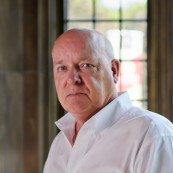
Ian Hamilton

Ian Hamilton (* 24. August 1946 in Toronto, Kanada) ist ein kanadischer Kriminalromanschriftsteller.
Hamilton war als Journalist tätig, bevor er für die kanadische Regierung und als Geschäftsmann arbeitete. Er reiste geschäftlich viel, besonders nach Asien. Heute lebt Ian Hamilton mit seiner Frau in Burlington, Ontario. Er wurde mehrfach für Preise nominiert und erhielt sehr positive Kritiken in der Presse. Seine Verleger sind die House of Anansi Press und Spiderline in Toronto. Bisher wurden seine Werke nur ins Deutsche übersetzt und sind im Verlag Kein & Aber (Zürich) sowie im Berliner Verlag Krug & Schadenberg (ab Band 5 der Ava-Lee-Reihe) erschienen.
Für seinen Roman The Water Rat of Wanchai erhielt er 2012 den Arthur Ellis Award („Arthur“) der kanadischen Kriminalschriftstellervereinigung. Der Roman bildet den Auftakt einer Krimiserie um die chinesisch-kanadische Agentin Ava Lee.

## Romane
Die Ava-Lee-Krimis
- 2011: The Water Rat of Wanchai. Toronto, ISBN 978-0-88784-251-1
  - Deutsch: Die Wasserratte von Wanchai. Ein Ava-Lee-Krimi. Aus dem Englischen von Simone Jakob. Kein & Aber, Zürich 2011, ISBN 978-3-03-695605-3
- 2011: The Disciple of Las Vegas. Toronto, ISBN 978-0-88784-252-8
  - Deutsch: Der Jünger von Las Vegas. Kriminalroman. Aus dem Englischen von Simone Jakob. Kein & Aber, Zürich 2012, ISBN 978-3-03-695617-6
- 2011: The Wild Beasts of Wuhan. Toronto, ISBN 978-0-88784-253-5
  - Deutsch: Die wilden Bestien von Wuhan. Ein Ava-Lee-Krimi. Aus dem Englischen von Simone Jakob. Kein & Aber, Zürich 2013, ISBN 978-3-0369-5618-3
- 2012: The Red Pole of Macau. Toronto, ISBN 978-0-88784-254-2
- 2013: The Scottish Banker of Surabaya. Toronto, ISBN 978-1-77089-234-7. 
  - Deutsch: Der schottische Bankier von Surabaya. Ein Ava-Lee-Roman. Aus dem amerikanischen Englisch von Andrea Krug. Verlag Krug & Schadenberg, Berlin 2018, ISBN 978-3-95917-013-0
- 2017: The Two Sisters of Borneo. Toronto, ISBN 978-1-77089-244-6. 
  - Deutsch: Die zwei Schwestern von Borneo. Ein Ava-Lee-Roman. Aus dem amerikanischen Englisch von Adele Marx. Verlag Krug & Schadenberg, Berlin 2019